# Theodor Puff
Theodor Puff (21 de novembre de 1927 - 9 de maig de 1999) va ser un futbolista alemany que va jugar internacionalment amb a Selecció del Sarre com a defensa.